# Dom tkaczy przy ul. Nadrzecznej 7 w Nowej Rudzie
Dom tkaczy przy ul. Nadrzecznej 7 w Nowej Rudzie – zabytkowy dwukondygnacyjny budynek mieszkalny z XVII w., przebudowany w  XIX i XX w. Dom skierowany jest szczytem do rzeki Włodzicy, jego podcienia tworzą ciąg uliczny z numerami: 1, 2, 3, 5, 6, 7. Wejście do budynku, z kamiennym portalem z datą 1818, inicjałami AB i numerem 202, znajduje się w podcieniach ze sklepieniem krzyżowym. Numer jest pozostałością starej numeracji budynków miasta, z czasów, kiedy nie istniały nazwy ulic. Sień łączy się z przechodem i ma drugie wejście prowadzące na podwórze. W oknie przy bramie jest piękna, ręcznie kuta krata metalowa.
Podobny ciąg dziewięciu budynków z podcieniami do lat 70. XX w. istniał po prawej stronie rzeki przy ul. Łukowej. Ze względu na zły stan techniczny zostały rozebrane, z wyjątkiem jednego nr 10.

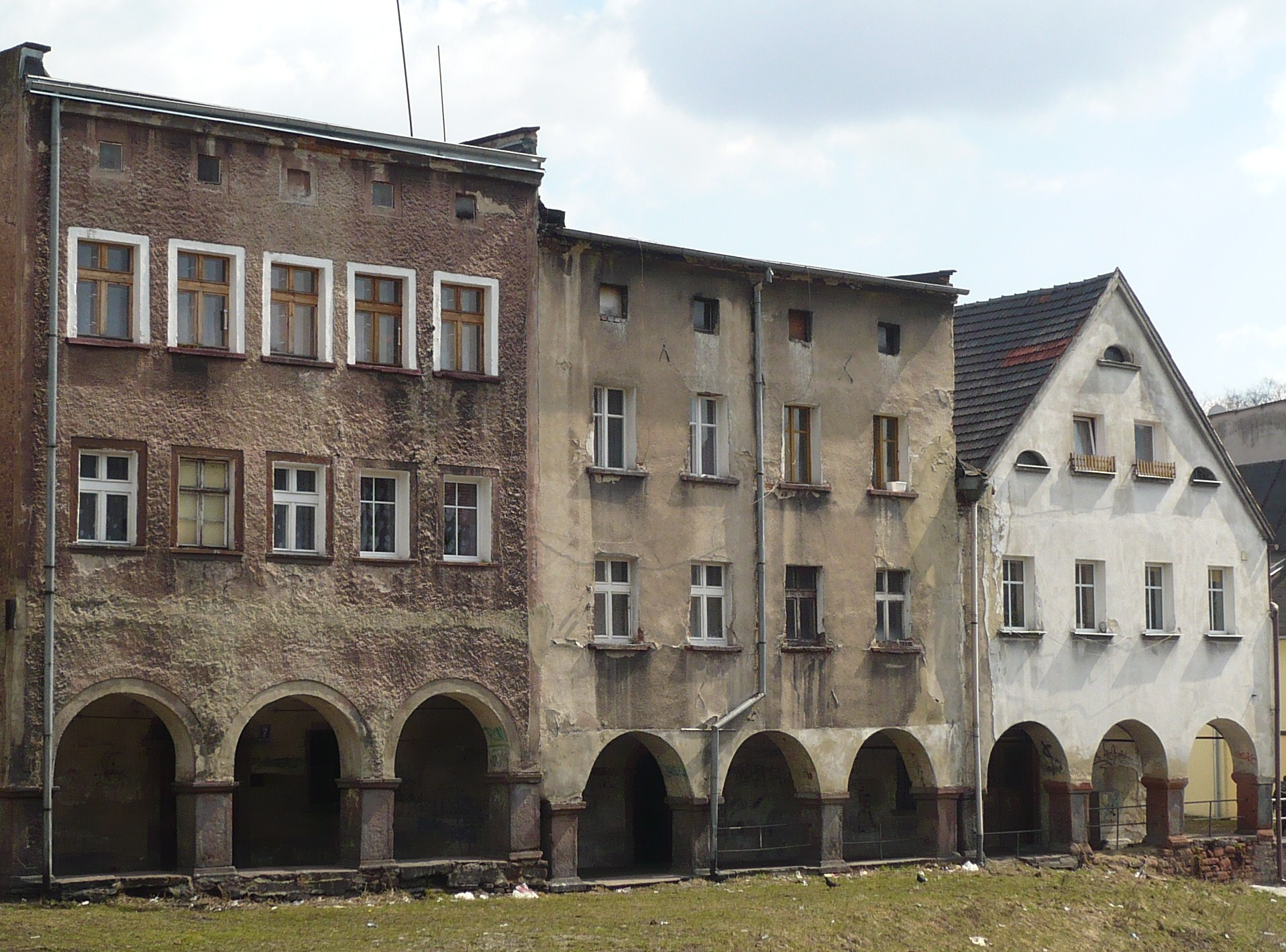
ul. Nadrzeczna od lewej nr 7,6,5
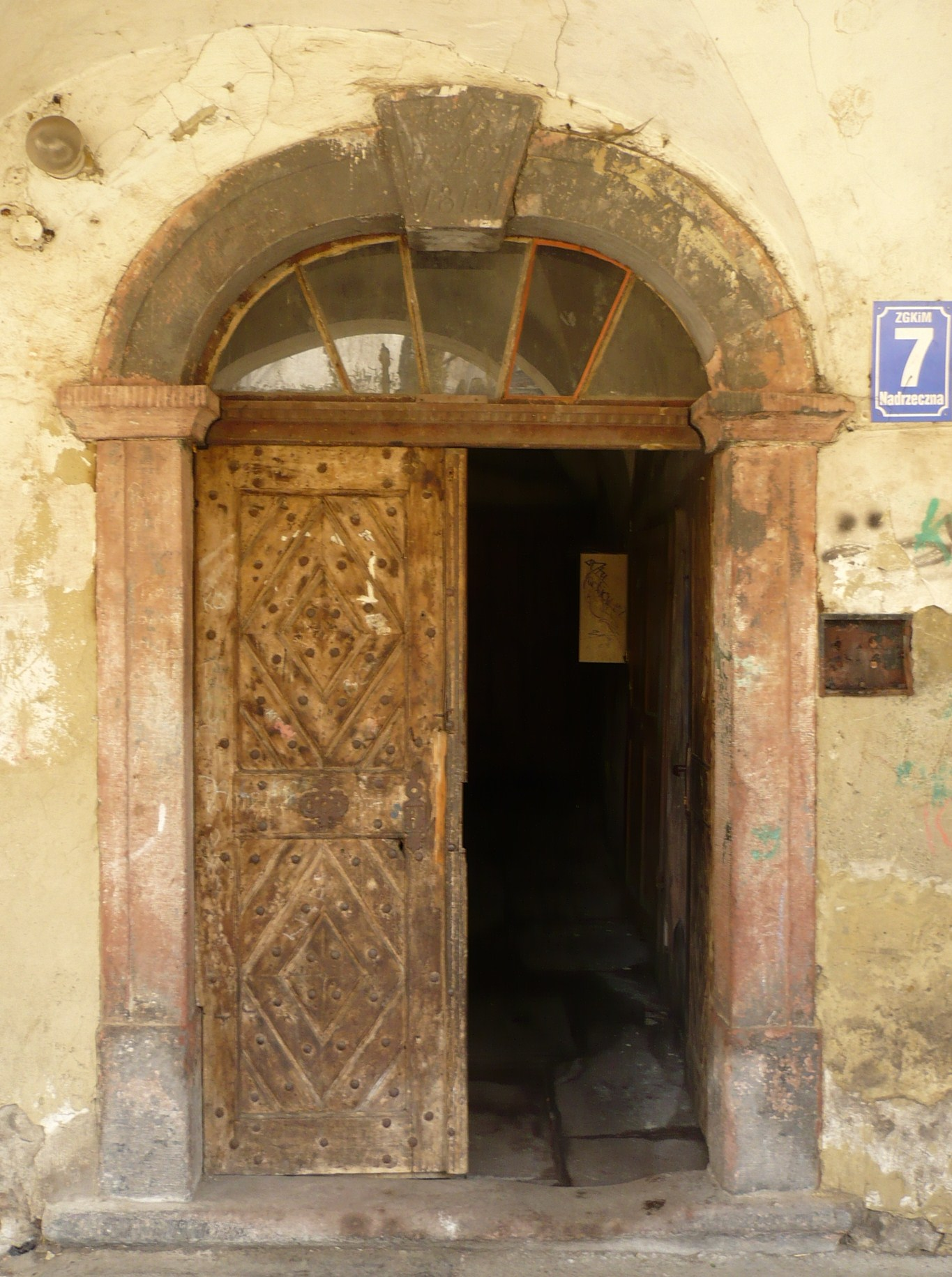
ul. Nadrzeczna 7, brama
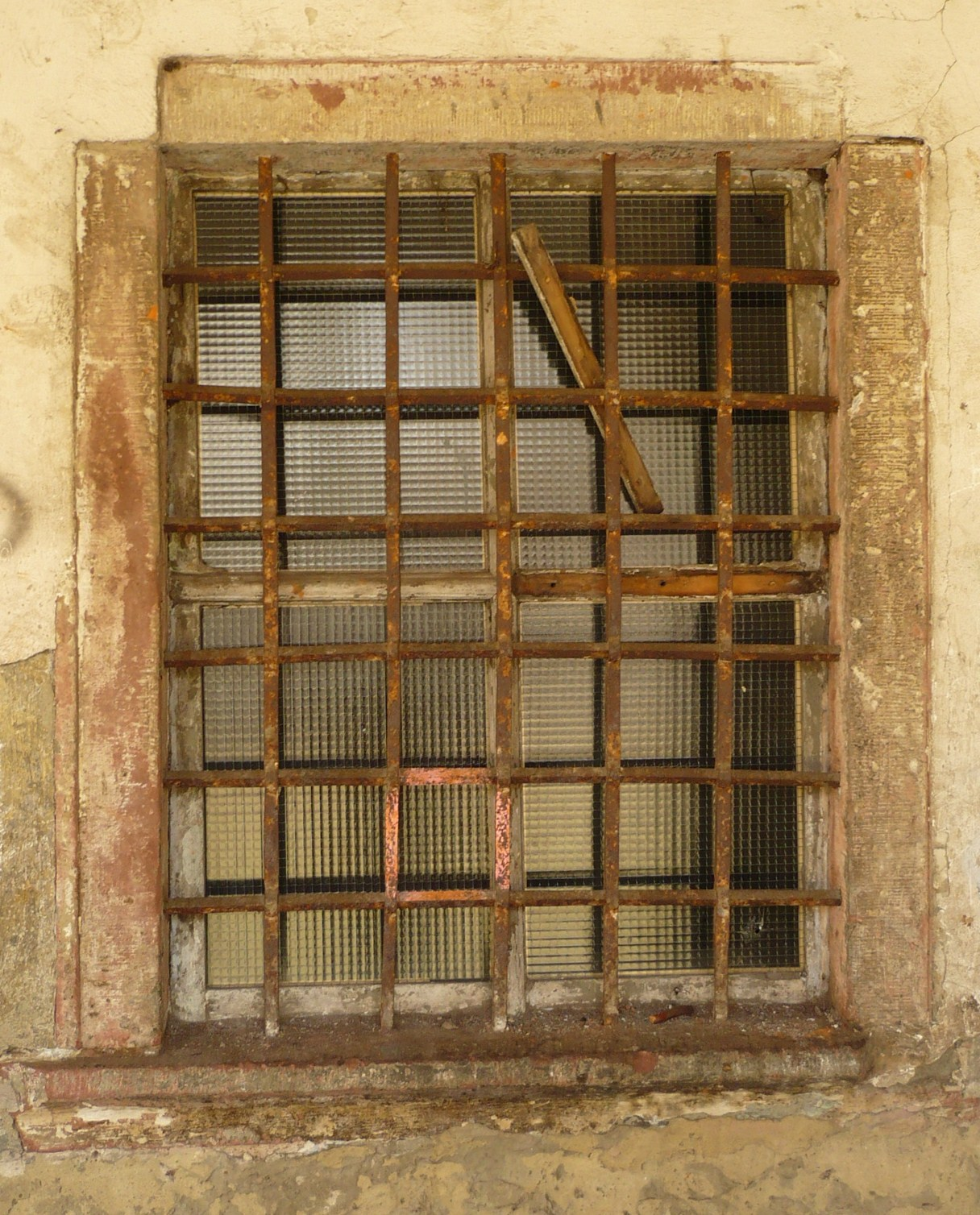
ul. Nadrzeczna 7, okno
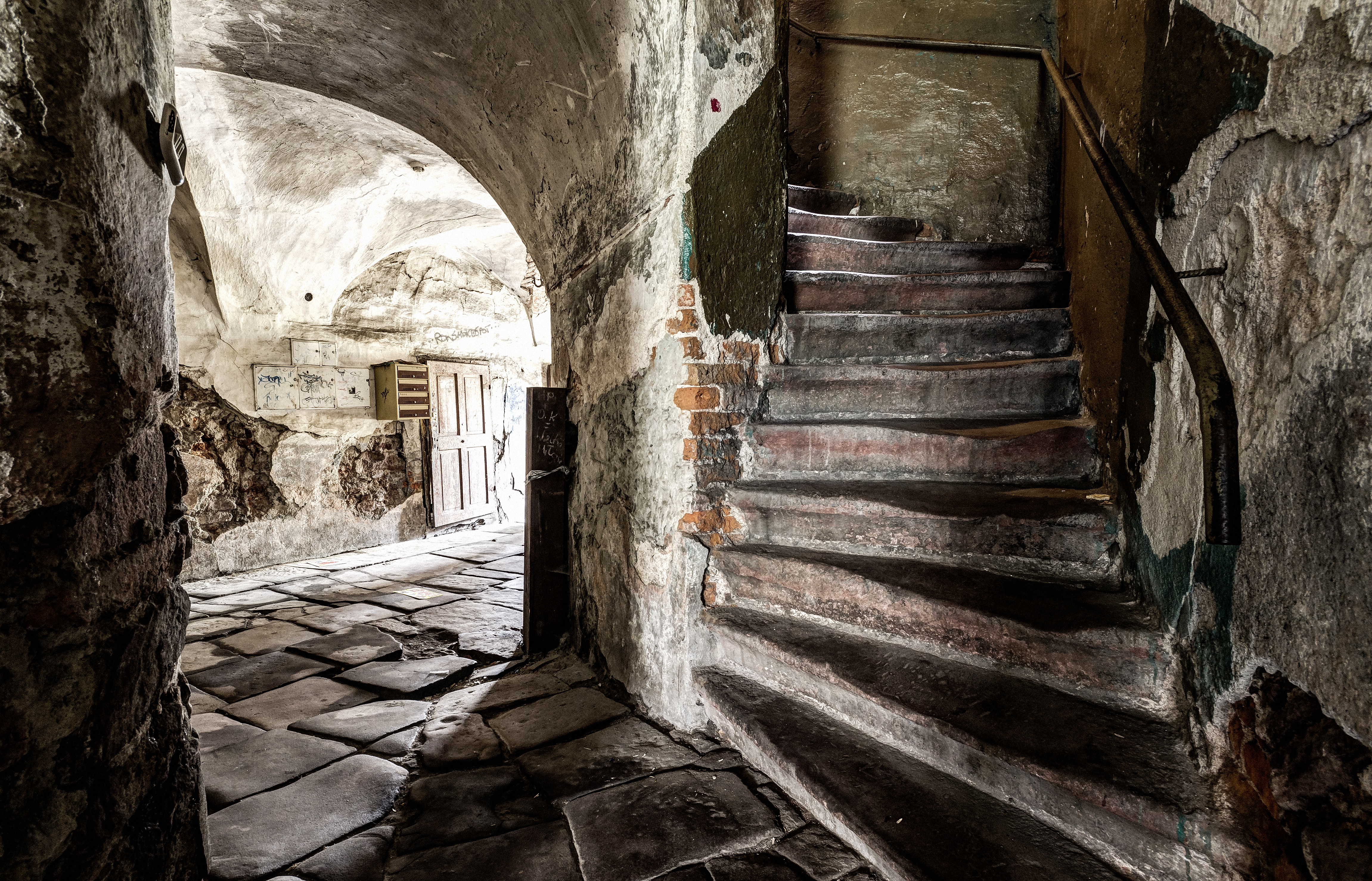
ul. Nadrzeczna 7, sień